# Giacomo Boni
Giacomo Boni, född 25 april 1859 i Venedig, död 10 juli 1925 i Rom, var en italiensk arkeolog. Han var specialist på romersk arkitektur.
Boni, som från 1888 samordnade utgrävningarna på Forum Romanum och på Palatinen i Rom, gjorde under sina grävningar betydande upptäckter och fynd: Romulus grav, Juturnas källa och Lapis Niger.